# Gutbrod

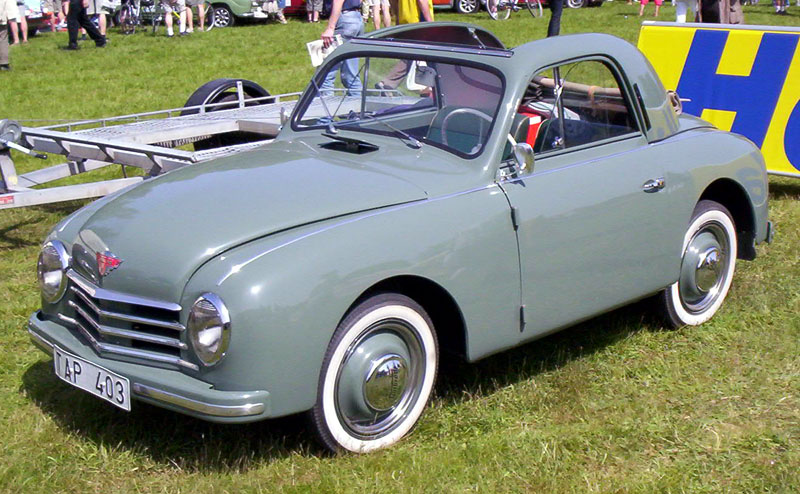
Gutbrod Superior 1951

Gutbrod Motorenbau GMBH var en tysk tillverkare av bilar, motorcyklar och traktorer under perioden 1949 - 1954.
Motorn användes senare i den norska bilen Troll.